# Arroyo Catalán Grande

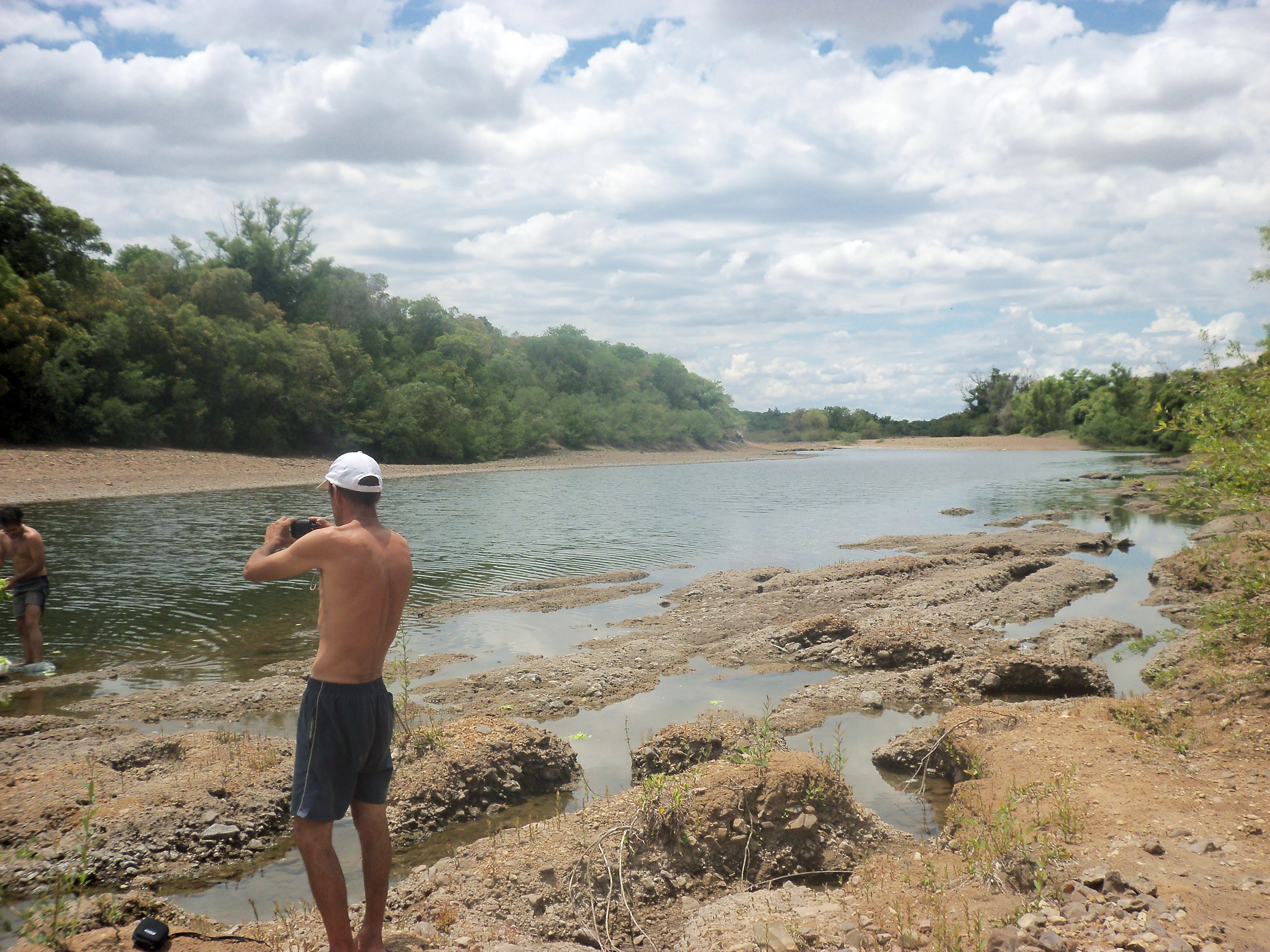
Panoramablick auf den Fluss Arroyo Catalán Grande

Der Arroyo Catalán Grande ist ein Fluss im Norden Uruguays.
Er entspringt auf dem Gebiet des Departamento Artigas in der Cuchilla de Belén, nahe den Quellen des Arroyo Sepulturas und des Arroyo Catalán Seco östlich der Cerro Vichaderos. Von dort fließt er in nördliche Richtung, wo der rechtsseitige Nebenfluss Arroyo Catalán Seco und die linksseitigen Zuflüsse Arroyo Catalán Chico, Arroyo Juan Fernández und Arroyo Sauce de Macedo auf seiner Wegstrecke hinzustoßen. Kurz bevor er als linksseitiger Nebenfluss in den Río Cuareim mündet, trifft zudem linker Hand der Arroyo del Catalancito auf den Arroyo Catalán Grande.
Am Arroyo Catalán Grande finden sich Achat- und Amethyst-Vorkommen.